# Adèle Kindt

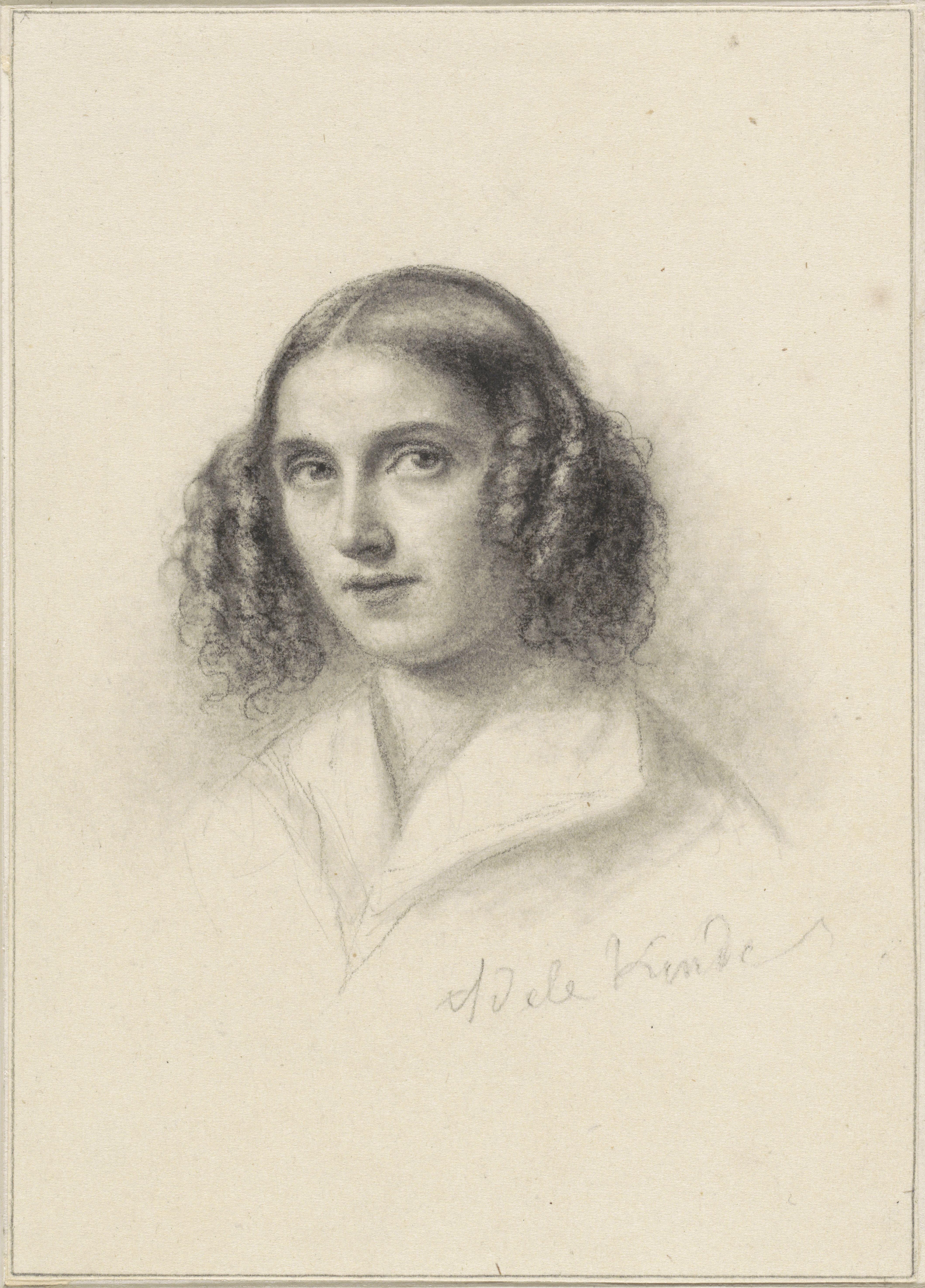
Zelfportret, Rijksmuseum

Marie-Adélaïde (Adèle) Kindt (Brussel, 19 december 1799 – Schaarbeek, 1884) was een Belgisch kunstschilderes. Ze wordt gerekend tot de Belgische romantiek

## Leven en werk
Adèle Kindt was de dochter van Charles Kindt en van Marie-Anne Bultos, die een dochter was van theaterdirecteur Herman Bultos. Ze kreeg tekenlessen van Antoine Cardon en stelde al op veertienjarige leeftijd een werk tentoon op de Brusselse salon. Vervolgens werkte ze in de ateliers van Sophie Fremiet en François-Joseph Navez, beide leerlingen van Jacques-Louis David, door wie ze werd opgeleid in een neoklassieke stijl. Onder invloed van de door haar bewonderde Gustave Wappers zou ze echter al snel een eigen romantische stijl ontwikkelen en uitgroeien tot de belangrijkste schilderes in het België van de jaren 1830. Ze schilderde vooral historiewerken, portretten en genretaferelen. Haar bekendste werk, De revolutie van 1830, is een allegorie waaruit een zekere hang naar het theatrale blijkt. Het dateert uit 1830 en is te zien in het stadhuis van Brussel. Haar portretten kenmerken zich door een grotere eenvoud.
Kindt was lid van de Koninklijke Academie van België. Haar latere werk was duidelijk minder ambitieus en ook minder succesvol, hoewel ze tot aan het einde van haar leven bleef exposeren. Ze overleed in 1884 in Schaarbeek, waar ze sinds de jaren 1850 woonde.
Haar twee zussen waren eveneens kunstschilder: Laurence Kindt en Claire Kindt.

## Galerij

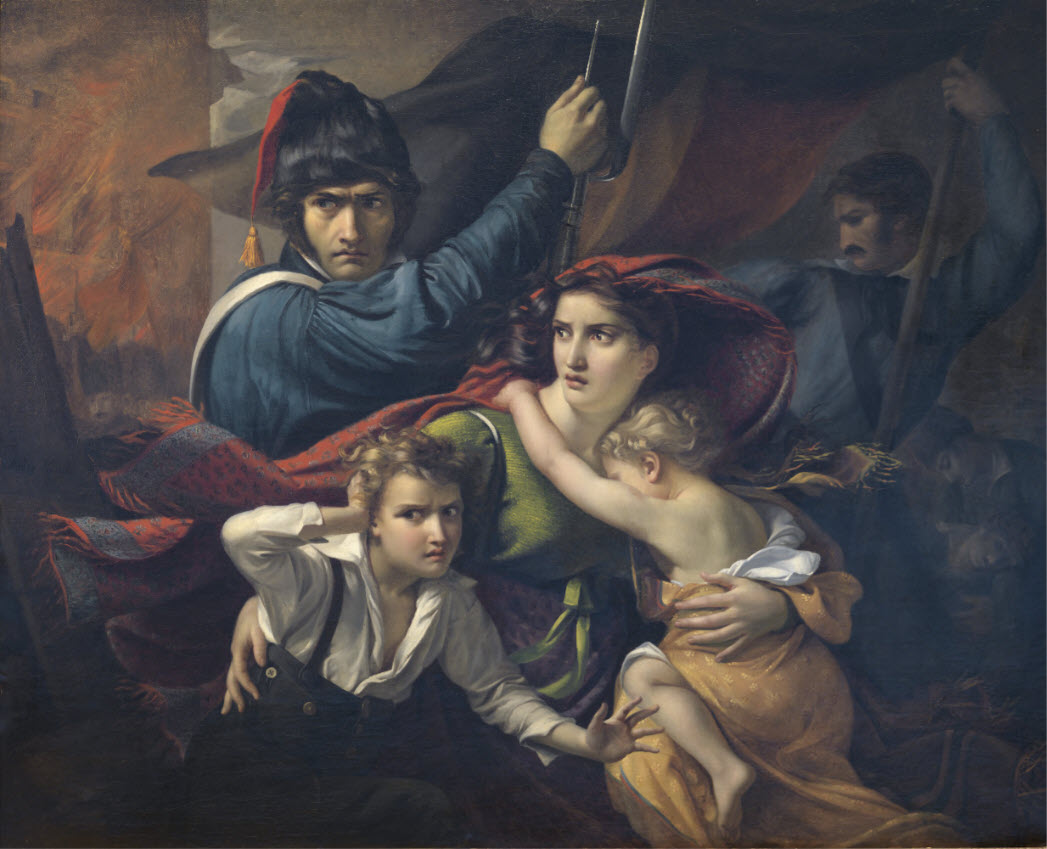
Tafereel uit de revolutie van 1830
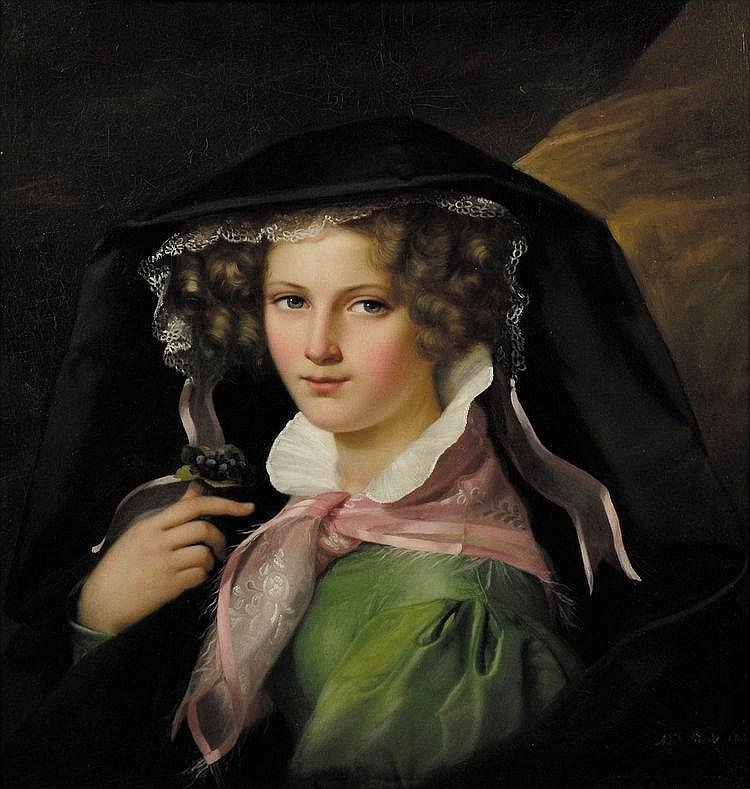
Portret van een jong meisje
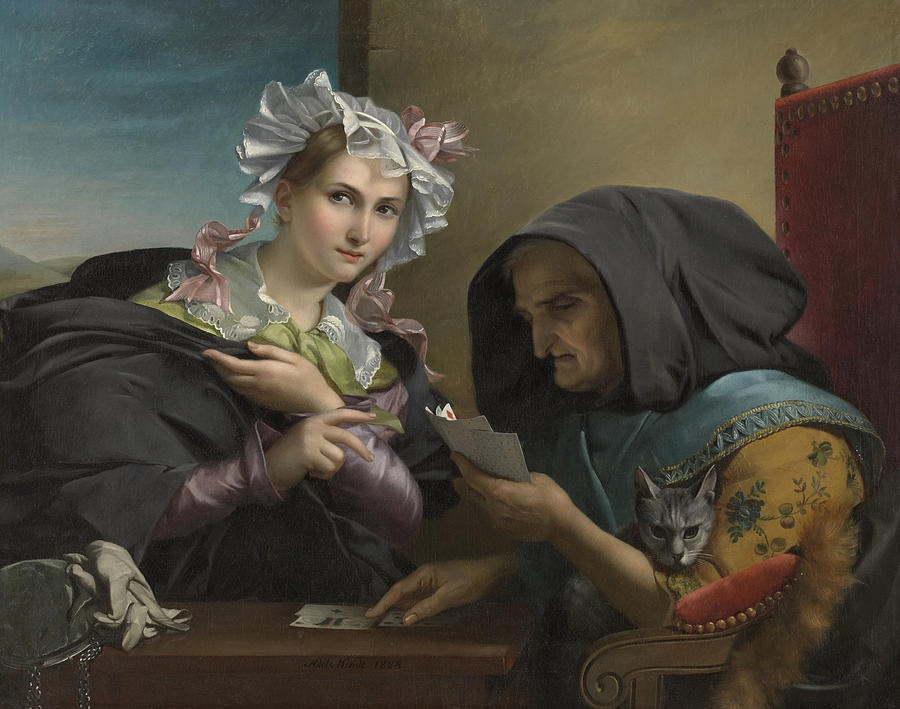
De waarzegster